# Маниђи (Перуђа)
Маниђи је насеље у Италији у округу Перуђа, региону Умбрија.
Према процени из 2011. у насељу је живело 19 становника. Насеље се налази на надморској висини од 956 м.